# Кипп-эффект
Кипп-эффект (латентный эффект) — способ создания скрытых изображений методом металлографской печати. Изображение становится видимым при рассмотрении листа под острым углом в отражённом свете. В зависимости от ориентации банкноты изображения могут становиться тёмными или светлыми. Эффект используется как один из способов защиты ценных бумаг от подделки.
Данный эффект достигается благодаря скрытому (латентному) изображению параллельных линий небольшой ширины с одинаковым рельефом. На этом рельефе линии переднего плана перпендикулярны линиям заднего. В зависимости от угла обзора светлее становится либо передний, либо задний план. Недостатком этого защитного элемента является то, что обычному пользователю заметить его бывает непросто.
Кипп-эффект применяется, к примеру, на российских рублях. Так, на банкноте номиналом 100 рублей в нижней части лицевой стороны при взгляде под углом проявляются буквы РР, которые в зависимости от ориентации становятся тёмными или светлыми.

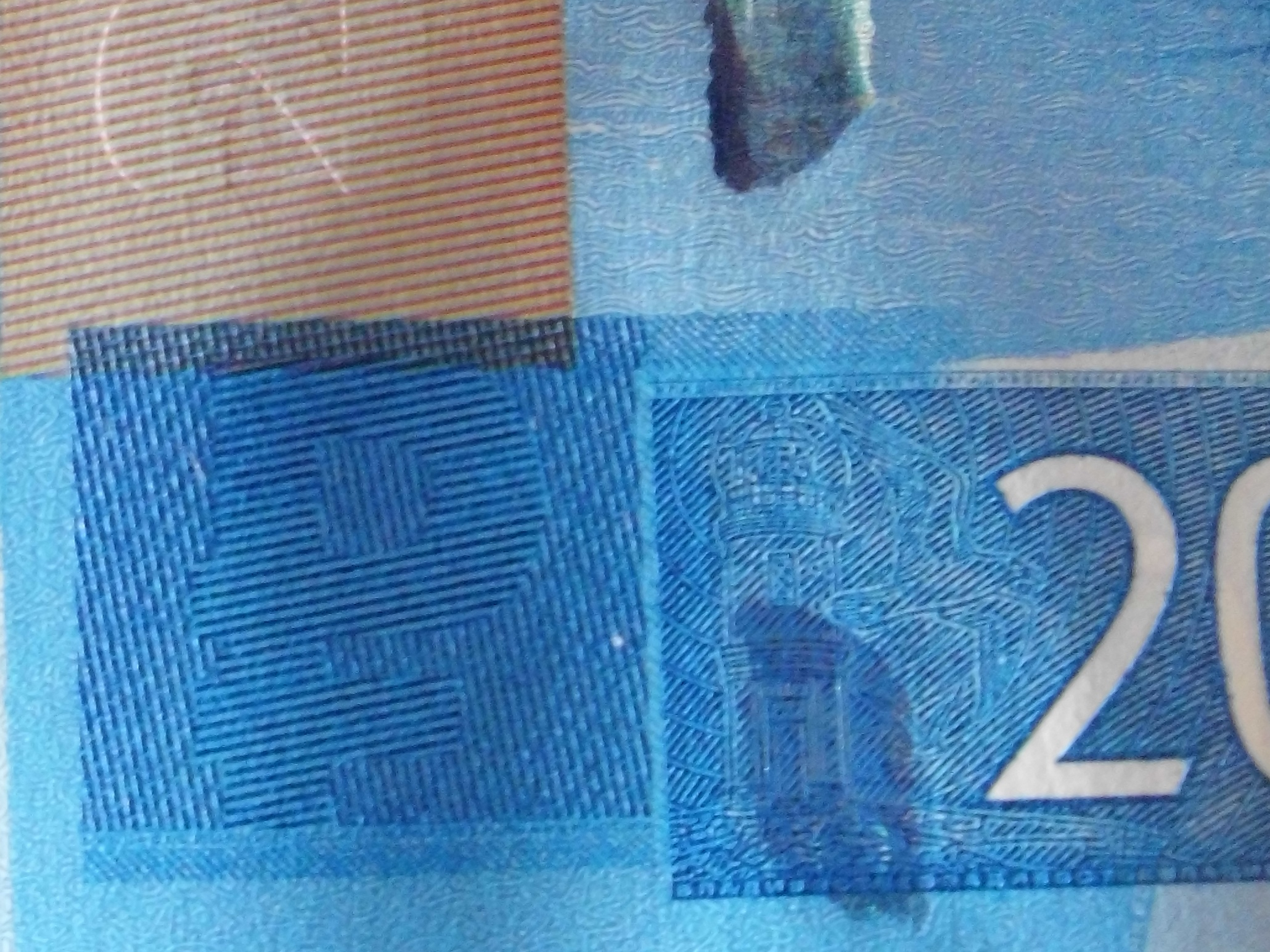
₽ с КИПП-эффектом, вид под прямым углом на купюре номиналом 2000 рублей образца 2017 г.
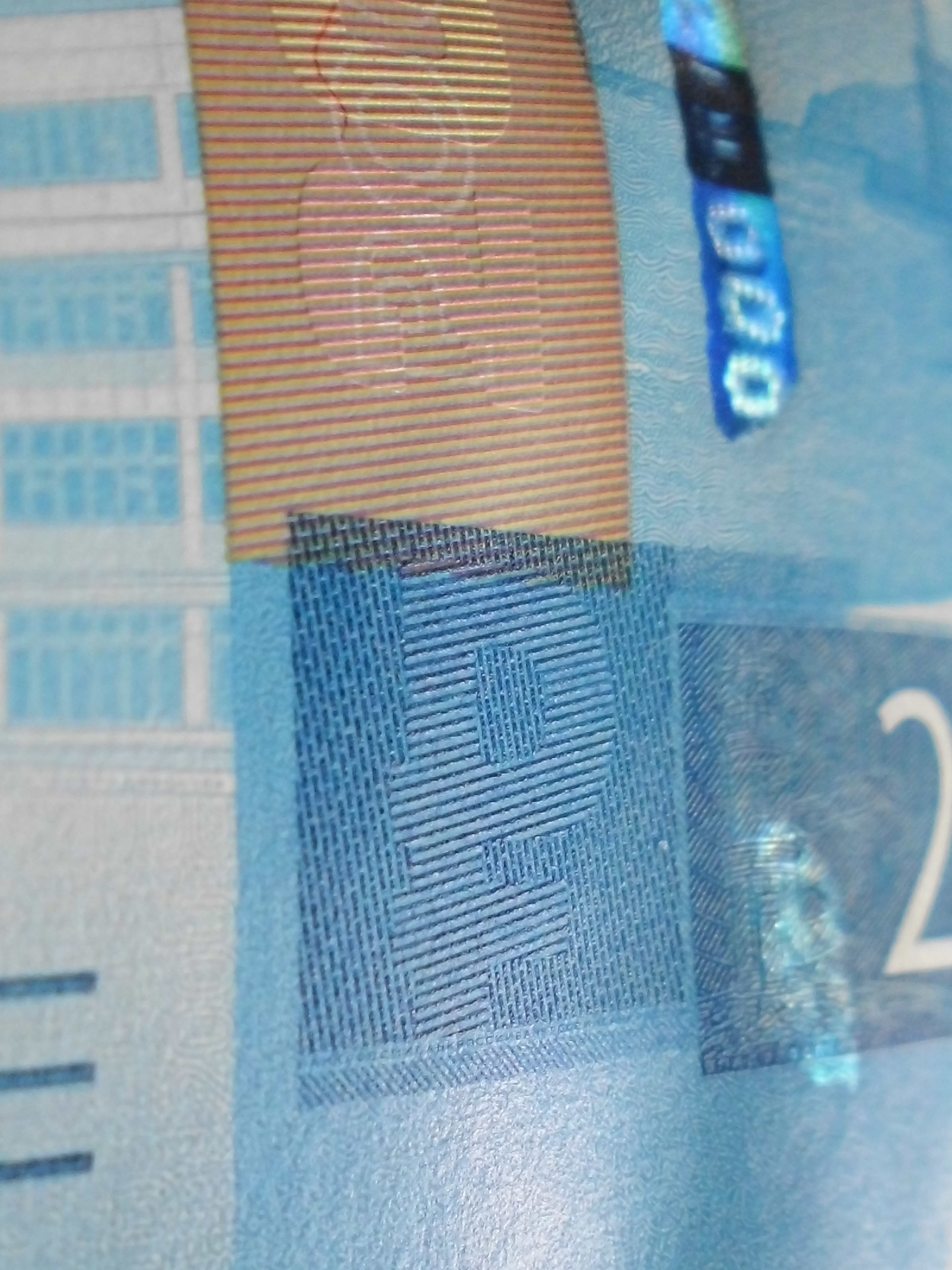
₽ с КИПП-эффектом, вид под острым углом с левой стороны банкноты
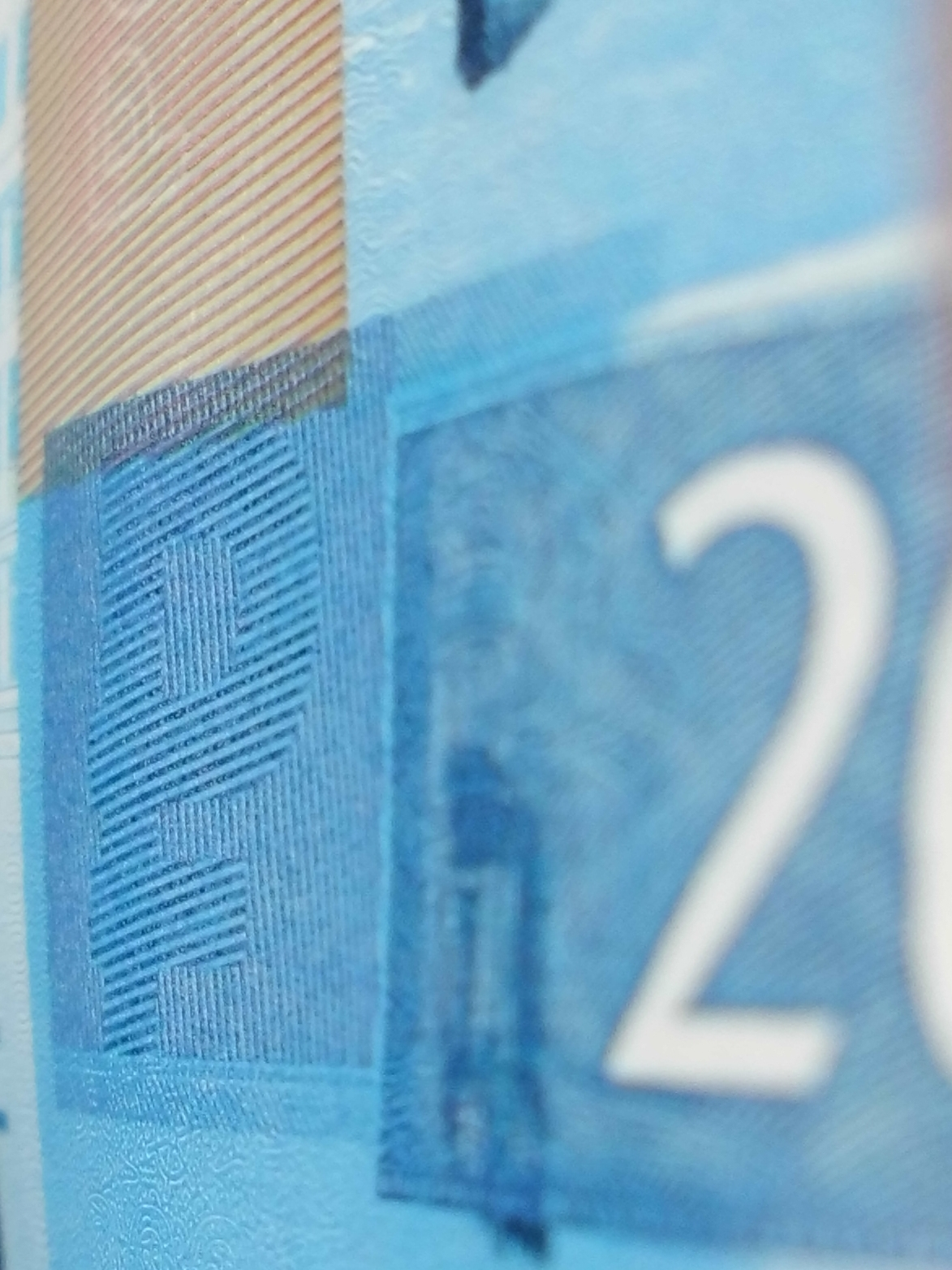
₽ с КИПП-эффектом, вид под острым углом с правой стороны банкноты